# Oskar Maria Graf

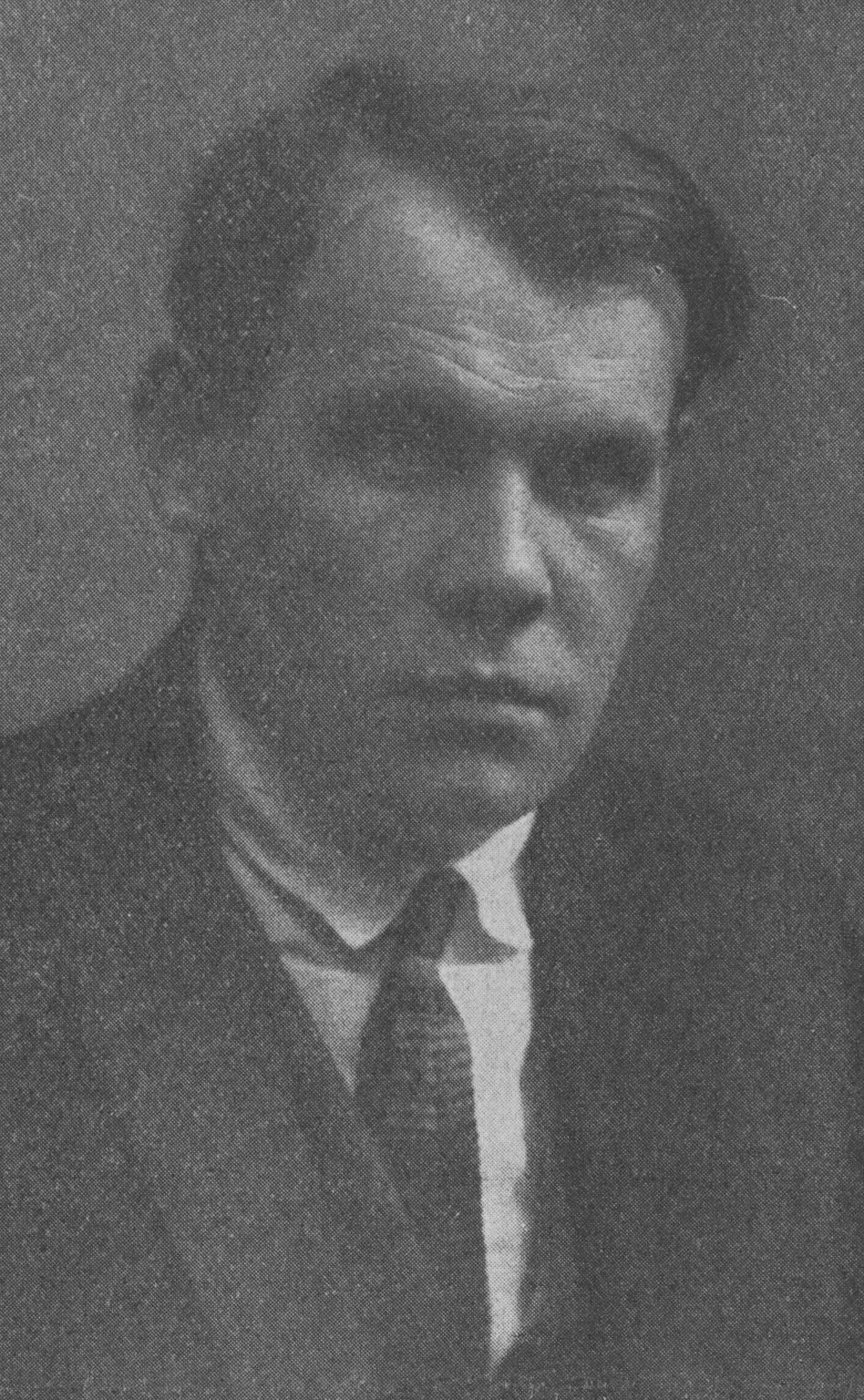
Oskar Maria Graf, um 1926

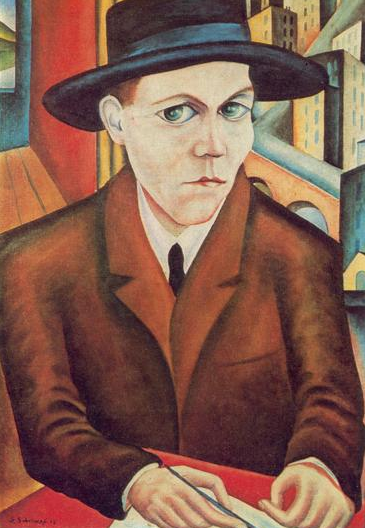
Bildnis Oskar Maria Graf (1927) von Georg Schrimpf

Oskar Maria Graf (* 22. Juli 1894 als Oskar Graf in Berg; † 28. Juni 1967 in New York City) war ein deutsch-US-amerikanischer Schriftsteller. Seine Romane Der Abgrund (1936) und Anton Sittinger (1937) zählen zu den „scharfsinnigsten literarischen Analysen des Verhältnisses von Kleinbürgertum und Faschismus“.

## Leben

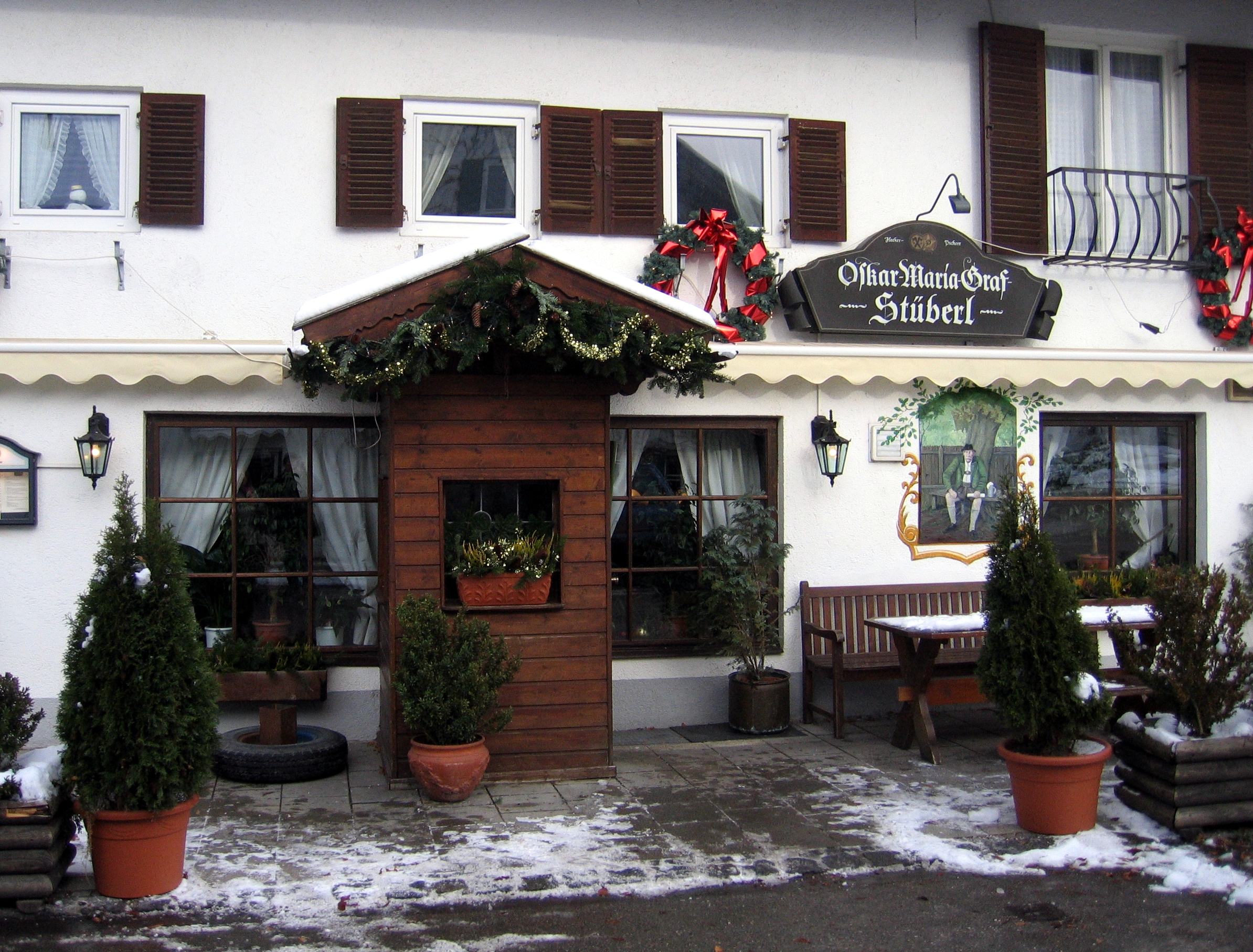
Geburtshaus in Berg

Oskar Graf wurde am 22. Juli 1894 als neuntes von elf Kindern des Bäckermeisters Max Graf und der Bauerntochter Therese, geborene Heimrath, in Berg am Starnberger See geboren. Er besuchte ab 1900 die Dorfschule in Aufkirchen. Nach dem Tod seines Vaters 1906 arbeitete Graf in der von seinem ältesten Bruder Max übernommenen Bäckerei. Die Misshandlungen, die ihm dort widerfuhren, schildert er in seiner Autobiographie Wir sind Gefangene (1927). Sein Bruder Maurus weckte bei Graf das Interesse für die Literatur. Das bäuerliche Umfeld hatte für diese Neigung keinerlei Verständnis. Bücher mussten heimlich beschafft und in einem Versteck aufbewahrt werden. Als Grafs Bruder Max davon erfuhr, schlug dieser ihn erneut brutal zusammen. Daraufhin verließ Graf 1911 das Elternhaus, um im nahegelegenen München als Schriftsteller tätig zu werden.

### In München
Grafs Anfänge in München waren von Orientierungslosigkeit und existenzieller Not geprägt. Die Großstadt überforderte den mittellosen 17-Jährigen aus der Provinz. Durch Zufall kam er mit Vertretern der anarchistischen Gruppe „Tat“ um Erich Mühsam und Gustav Landauer in Kontakt. Graf setzte sich mit deren Ideen auseinander, beteiligte sich an Flugblatt-Aktionen und wurde zum Schriftführer der Gruppe. Vor diesem Hintergrund geriet er auch in den Dunstkreis der Schwabinger Bohème. Seine finanzielle Situation war nach wie vor äußerst angespannt. Graf hielt sich unter anderem als Bäcker, Posthelfer und Liftboy über Wasser, war jedoch auch immer wieder arbeitslos.
In den Jahren 1912/13 vagabundierte er durch Oberitalien, begleitet vom Maler Georg Schrimpf, mit dem ihn eine lebenslange Freundschaft verband. Zeitweise arbeiteten beide auch in der Künstler- und Reformerkolonie Monte Verità bei Ascona und begegneten deren Gründern, den Brüdern Karl und Gusto Gräser. Doch auch hier geriet Graf durch seine fortwährende Zahlungsunfähigkeit unter Druck. Außerdem zeigte er sich vom Lebensstil in der „Anarchistenkolonie“ angewidert. Er überzeugte Schrimpf, mit ihm nach München zurückzukehren.

„Wir fahren wieder zurück in unseren Sumpf, diese ganze Naturtrottelei kann mir gestohlen bleiben! … Das ist was für Verdauungsphilister und Grasfresser! … Das ist kein Leben!“

1914 erschienen erste Gedichte von Oskar Graf in der expressionistischen Zeitschrift Die Aktion. Am 1. Dezember desselben Jahres wurde Graf zum Kriegsdienst eingezogen. 1915 diente er bei einer bayerischen Eisenbahntruppe an der Ostfront in Ostpreußen und Litauen. In dieser Zeit erschien erstmals eine Erzählung von ihm in der Zeitschrift Die Freie Straße. 1916 sollte Graf wegen Befehlsverweigerung abgeurteilt werden. Er wurde jedoch in die Irrenanstalt eingewiesen, zunächst in Brandenburg, dann in Haar bei München, und schließlich nach zehntägigem Hungerstreik aus dem Militärdienst entlassen.
Nach einer Beschwerde eines gleichnamigen Kriegsmalers begann Graf unter dem Namen Oskar Graf-Berg zu publizieren. 1917 legte er sich auf Vorschlag des Künstlers Jacob Carlo Holzer den zweiten Vornamen Maria zu. In diesem Jahr erschien auch sein erster Gedichtband Die Revolutionäre.
Am 26. Mai 1917 heiratete er Karoline Bretting. Im Jahr darauf wurde ihre Tochter Annemarie (* 13. Juni 1918; † 8. Dezember 2008), genannt Annamirl, geboren; das Ehepaar Graf trennte sich noch im selben Jahr. Graf bezeichnete seine erste Ehe als „von Anfang an schlecht“. Tochter Annemarie wurde von Grafs Mutter aufgezogen. Zu dieser Zeit profitierte Graf von einem Stipendium, das es ihm ermöglichte, sich auf das Schreiben zu konzentrieren.
Am 29. Januar 1918 wurden Graf, Paul Guttfeld und Georg Schrimpf in der Münchener Druckerei Mannzmann verhaftet, als sie versuchten, den Druck der „Denkschrift des Fürsten Lichnowsky“ in Auftrag zu geben. Anfang 1918 wurde er außerdem wegen der Teilnahme am Munitionsarbeiterstreik kurzzeitig inhaftiert. 1919 kam er wegen der Teilnahme an den revolutionären Bewegungen in München erneut für einige Wochen ins Gefängnis.
Der Dichter Rainer Maria Rilke setzte sich für Grafs Freilassung ein.

„Zum Schluß möchte es mir wohl verstattet sein, die Wichtigkeit, die ich seiner künstlerischen Produktion zuschreibe, recht ausdrücklich hervorzuheben: ich wünsche von Herzen, daß dieser ernste und begabte junge Schriftsteller recht rasch seiner Tätigkeit wiedergegeben und einer Lage entzogen sei, in die ihn nur ein völlig verkennender Irrtum gestürzt haben kann.“

1919 begann Grafs Lebensgemeinschaft mit Mirjam Sachs (1890–1959), einer Cousine von Nelly Sachs.
Ab 1920 war Oskar Maria Graf als Dramaturg am genossenschaftlichen Arbeitertheater Die neue Bühne in der Senefelderstraße (am Hbf München) beteiligt, wo sich eine Freundschaft mit Bertolt Brecht entwickelte.
1927 gelang Graf mit seinem autobiografischen Werk Wir sind Gefangene der literarische Durchbruch, der ihm eine Existenz als freischaffender Schriftsteller ermöglichte. In den darauffolgenden Jahren konnte er mit dem Bayerischen Dekameron (1928) und dem Roman Bolwieser (1931) weitere Publikumserfolge verbuchen.

### Im Exil

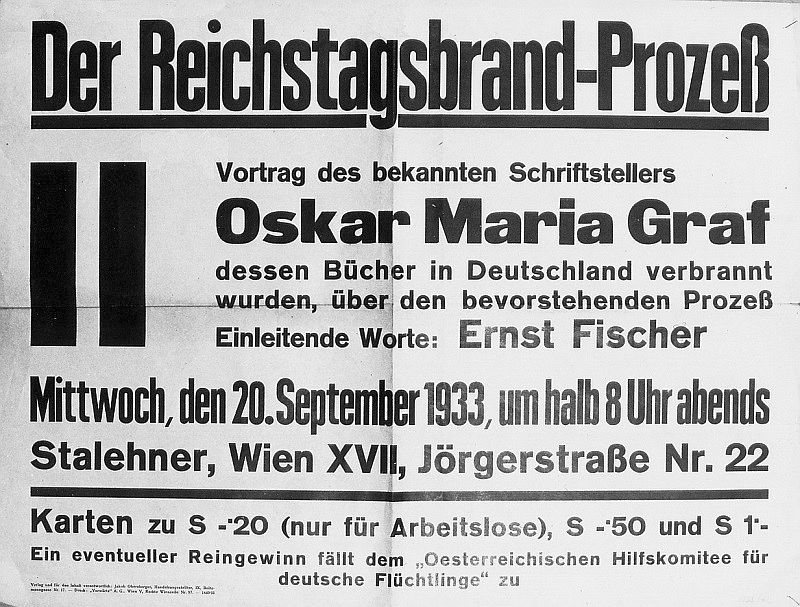
Plakat zum Vortrag Grafs über den Reichstagsbrandprozess in Wien am 20. September 1933

Am 17. Februar 1933 fuhr er zu einer Vortragsreise nach Wien, wo er Mitglied der Vereinigung sozialistischer Schriftsteller wurde. Dies war der Beginn seines anfangs freiwilligen Exils. Als Graf aufgrund einer Meldung im Berliner Börsen-Courier erfuhr, dass seine Bücher nicht der Bücherverbrennung durch die Nazis am 10. Mai 1933 zum Opfer gefallen seien und ihre Lektüre sogar empfohlen würde, veröffentlichte er am 12. Mai 1933 in der Wiener Arbeiter-Zeitung den Artikel Verbrennt mich!

„Verbrennt mich! Ein Protest von Oskar Maria Graf. 
 […] Nach meinem ganzen Leben und nach meinem ganzen Schreiben habe ich das Recht, zu verlangen, daß meine Bücher der reinen Flamme des Scheiterhaufens überantwortet werden und nicht in die blutigen Hände und die verdorbenen Hirne der braunen Mordbanden gelangen!
Verbrennt die Werke des deutschen Geistes! Er selber wird unauslöschlich sein, wie eure Schmach!

(Alle anständigen Zeitungen werden um Abdruck dieses Protestes ersucht. Oskar Maria Graf.)“

Ein Jahr später, 1934 – so hat es Graf selbst erzählt – seien seine Bücher in einer eigens für ihn angesetzten Bücherverbrennung im Innenhof der Münchner Universität nachträglich verbrannt worden. Wilfried F. Schoeller weist jedoch darauf hin, dass die Bücherverbrennung in einer Glosse in den Münchner Neuesten Nachrichten zwar angekündigt wurde; ob sie tatsächlich stattgefunden habe, sei aber unbewiesen. Grafs sämtliche Werke wurden in Deutschland verboten, er selbst wurde durch die am 29. März 1934 im Deutschen Reichsanzeiger veröffentlichte zweite Ausbürgerungsliste des Deutschen Reichs ausgebürgert. Seine Werke galten seitdem als Exilliteratur.
Im Februar war er nach Brünn in der Tschechoslowakei emigriert. Dann ging er nach Prag, wo er neben Anna Seghers und Wieland Herzfelde zur Redaktion der von Grete Weiskopf herausgegebenen Monatsschrift Neue Deutsche Blätter gehörte. Von hier nahm er 1934 in Moskau am 1. Unionskongress der Sowjetschriftsteller teil. In den ersten Jahren seines Exils entstanden die Romane Der harte Handel (1935) sowie Anton Sittinger (1937).
1938 floh er mit Mirjam Sachs über die Niederlande in die USA, wo er sich im Juli in New York City niederließ. Dort bewohnte Graf ein Appartement in der Hillside Avenue. Im Oktober desselben Jahres wurde er zum Präsidenten der German-American Writers Association ernannt. 1942 gründete er mit Wieland Herzfelde und weiteren emigrierten deutschen Schriftstellern den Aurora-Verlag, New York, der als Nachfolger des Malik-Verlages gilt. Außerdem schrieb er für die deutsch-jüdische Zeitung Aufbau.
Am 2. Oktober 1944 heirateten Oskar Maria Graf und Mirjam Sachs in New York City. Aus diesem Anlass ließ Graf sich von Karoline Bretting scheiden, mit der er bereits seit 1917 keinen Kontakt mehr hatte. 1943 hatte er in New York mit seinem Freund George Harry Asher einen Stammtisch für deutschsprachige Emigranten gegründet.

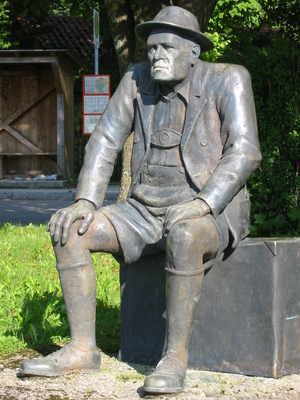
Oskar-Maria-Graf-Denkmal in Aufkirchen

In den 1940er Jahren erschienen unter anderem der Roman Das Leben meiner Mutter (engl. 1940, dt. 1946), der als Grafs Hauptwerk gilt, sowie der pazifistische Roman Unruhe um einen Friedfertigen (1947). Hier liefert Graf minutiöse Darstellungen der oberbayrischen Provinz im ersten Drittel des 20. Jahrhunderts. Er beschreibt die zersetzenden Auswirkungen des Ersten Weltkriegs und des aufkeimenden Nationalsozialismus.
Im Dezember 1957 erhielt Oskar Maria Graf die US-amerikanische Staatsbürgerschaft. Wegen seines kompromisslosen Pazifismus wurde aus der dabei abzulegenden Eidesformel der Absatz „Über die Verteidigungsbereitschaft mit der Waffe in der Hand“ gestrichen. Erst als er im Januar 1958 seine Einbürgerungsurkunde in Händen hielt, wagte er im Juni desselben Jahres erstmals nach dem Krieg wieder eine Europareise. Bis dahin hatte er befürchtet, dass ihm bei seiner Rückkehr die Einreise in die USA verweigert würde. Nach seiner Ankunft in München sollte er im Cuvilliés-Theater in der Münchner Residenz eine Lesung halten. Da er darauf bestand, dort in der kurzen Trachtenlederhose aufzutreten, verursachte er einen „mittleren Skandal“ in der Kulturszene der bayerischen Landeshauptstadt.

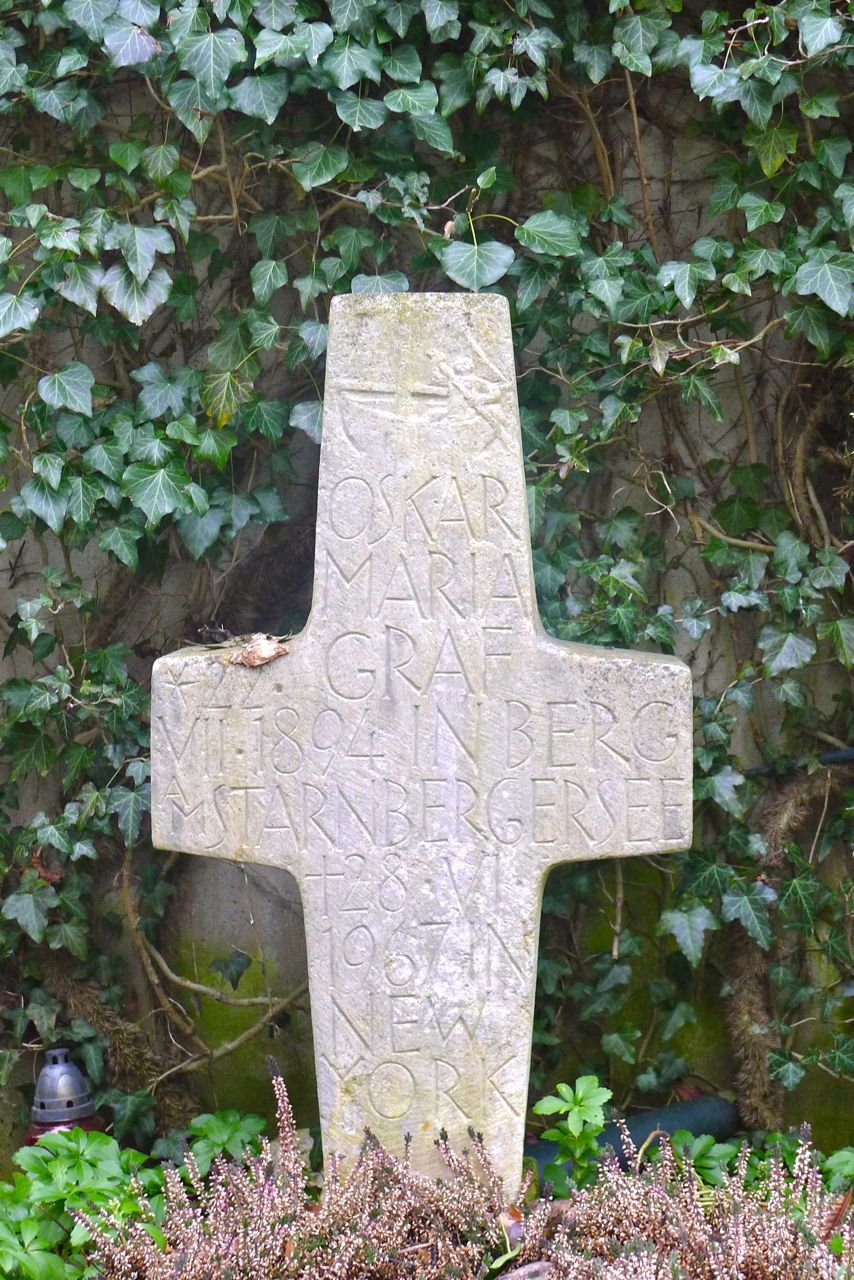
Grafs Grab auf dem Bogenhausener Friedhof

Am 11. November 1959 starb seine Frau Mirjam an Krebs; Graf hatte sie zuvor noch monatelang gepflegt.
1960 wurde ihm von der Wayne State University of Detroit in Anerkennung seiner kompromisslosen geistigen Haltung die Ehrendoktorwürde verliehen. Es folgte seine zweite Europareise.
 1962 heiratete er seine dritte, ebenfalls jüdische Frau Gisela Blauner (1907–1996) aus Leipzig, damals UN-Angestellte in New York City.
1964 unternahm er seine dritte Europareise mit Lesungen unter anderem in West- und Ostberlin. Zahlreiche Ehrungen folgten, unter anderem wurde er zum „korrespondierenden Mitglied der Akademie der Künste der DDR“ ernannt und „in Würdigung seines bedeutenden literarischen Werkes“ mit der Ehrengabe und Goldmedaille der Stadt München ausgezeichnet.
1965 reiste Graf letztmals nach Europa (Deutschland, Österreich, Schweiz). 1966 erschien seine Autobiographie Gelächter von außen. Aus meinem Leben 1918 bis 1933.
Oskar Maria Graf starb im Juni 1967 im Mount Sinai Hospital in New York. Ein Jahr nach seinem Tod wurde seine Urne nach München überführt und auf dem Alten Bogenhausener Friedhof beigesetzt (Grab Mauer links Nr. 42).

### Ehrungen
Nach ihm sind unter anderem das Oskar-Maria-Graf-Gymnasium in Neufahrn bei Freising, der Oskar-Maria-Graf-Ring in München und die Oskar-Maria-Graf-Straße in Nürnberg benannt. 
In seinem Geburtshaus in der Grafstraße in Berg befindet sich das Oskar-Maria-Graf-Stüberl. 

## Graf als Schriftsteller

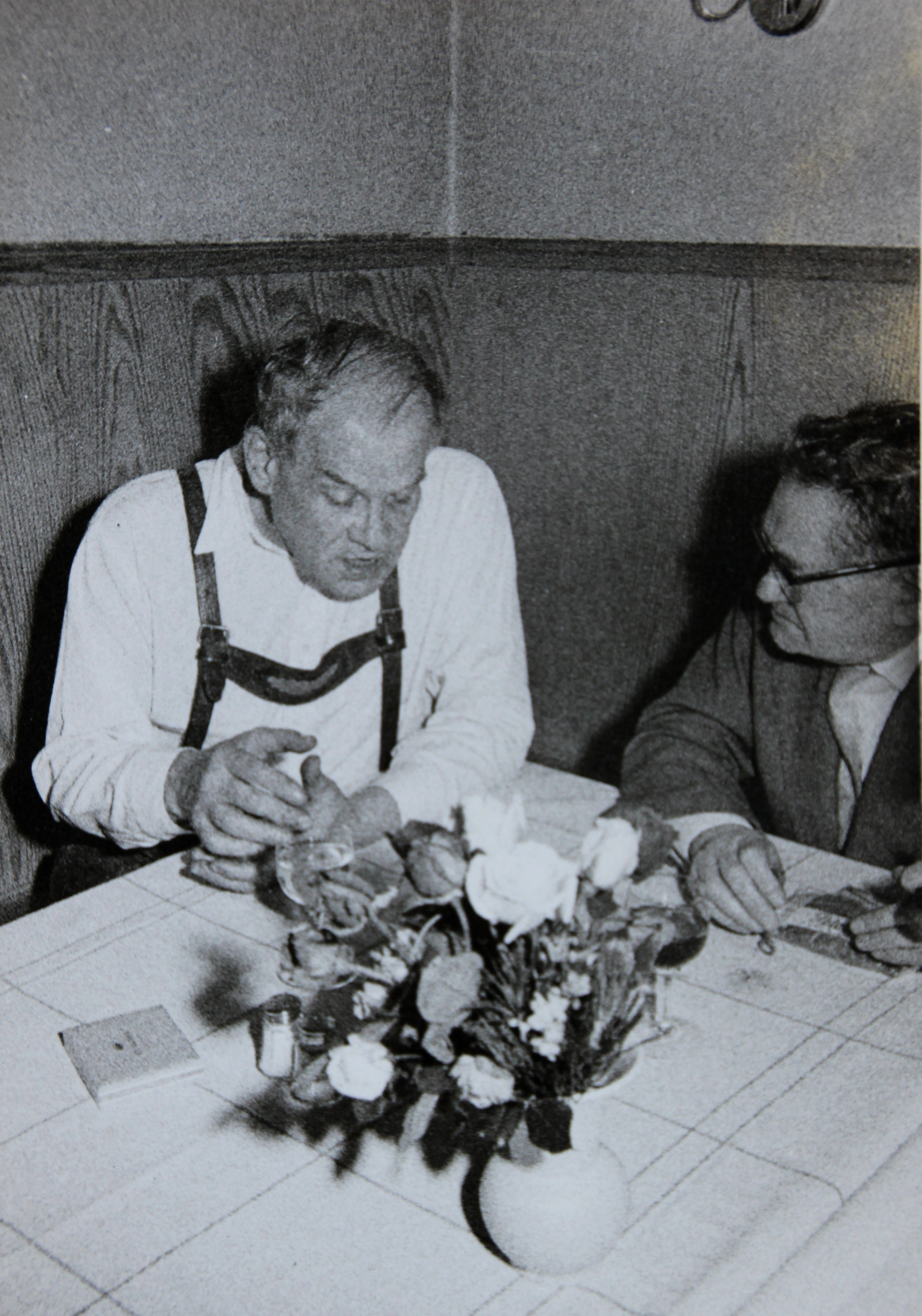
Oskar Maria Graf (links) mit Gottlieb Branz, 1958

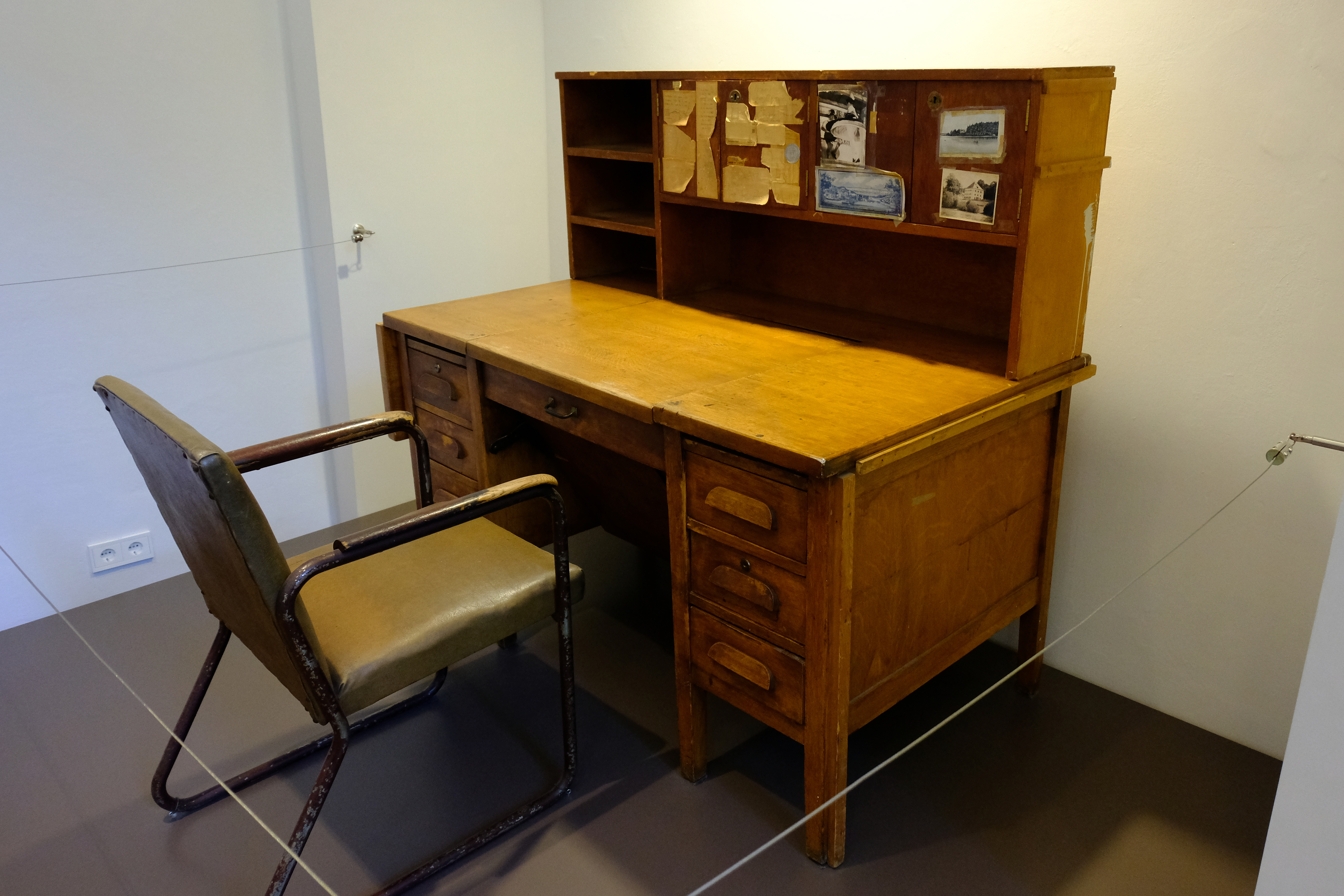
Der Schreibtisch von Oskar Maria Graf, ausgestellt in der Monacensia

Graf bezeichnete sich selbst als Provinzschriftsteller und mitunter als Bauerndichter. Das Kokettieren mit seiner bayerisch-bäuerlichen Herkunft war maßgeblicher Bestandteil seiner Außenwirkung. Seifert sieht darin eine „oft parodistische Selbstcharakteristik“, in der sich Grafs „doppelte Tendenz“ zeige, „sich mit baierisch-ländlichen Themen am Publikumsgeschmack zu orientieren und sich doch zugleich lustig darüber zu machen.“
Als größten Einfluss nannte Graf Lew Tolstoi, den er für seinen bäuerlichen Lebensstil und seine radikale Gesellschaftskritik bewunderte.
Mit Ausnahme des Dramas erstreckt sich sein umfangreiches Œuvre über eine außergewöhnliche Vielzahl literarischer Gattungen. So ist es kaum möglich, Graf einer bestimmten Literaturströmung zuzuordnen. 1917 debütierte er als expressionistischer Lyriker. Er schrieb essayistische Porträts über befreundete Künstler, politische Aufrufe für die Rote Fahne, Kalendergeschichten, autobiographische Erzählungen sowie fiktionale Kurzprosa, „deren Spektrum von Indianergeschichten über proletarische Erzählungen, Satiren bäuerlichen Lebens, Dorfgeschichten, Märchen [und] erotische Bauerngeschichten […] reicht.“ Sein Werk zeichnet sich durch eine starke inhaltliche und ideologische Heterogenität aus und wurde zu Lebzeiten Grafs von 16 Verlagen verschiedenster Ausrichtung publiziert. Dazu gehörten der katholische Herder Verlag, die Buchgemeinde des Borromäusvereins, die gewerkschaftliche Büchergilde Gutenberg, der kommunistische Malik-Verlag sowie ein Wiener Erotik-Verlag.
Zu Beginn der 1930er Jahre versuchten die Nationalsozialisten, Graf als „bäuerlich-vitalen ›Renommier-Autor‹ der Literatur des Dritten Reichs“ zu vereinnahmen. Durch seine „äußere Erscheinung und Verhaltensweise […] als vitaler Kraftprotz und Naturbursche nach bayerischer Art“ schien er für eine derartige Position geeignet. Seine politische Ausrichtung war zu diesem Zeitpunkt noch nicht klar erkennbar. Graf hatte mit Wir sind Gefangene gerade erst den literarischen Durchbruch geschafft. Wie auch in seinen anderen wichtigen Romanen thematisiert er hier politische und gesellschaftliche Vorgänge in der Weimarer Republik, doch werden diese nicht explizit problematisiert. Das Dargestellte sollte für sich selbst sprechen (→ Realismus). So stieß Graf mitunter auch in den ihm nahestehenden „proletarisch-revolutionären“ Kreisen auf Kritik.
Er äußerte sich dazu folgendermaßen:

„Also – es stimmt vollkommen, […], ich war ein schöner Revolutionsheld, und ich bin, während andere kämpften, Sekt saufen und zu Huren gegangen. Allerdings habe ich nirgends in meinem Buch [Wir sind Gefangene] behauptet, daß ich revolutionärer Mitkämpfer war. Ich war ein unentschiedener, leicht angerebbelter, kopfloser Bohemetyp, weiter nichts. Eine völlig indiskutable, bürgerliche Erscheinung also. Und als solche habe ich mich nach bestem Wissen und Gewissen dargestellt. Unter anderem, weil es mir darauf ankam, an meinem Beispiel den Typ ganz wahrhaftig und schonungslos zu zeigen, auf den einst die deutsche Revolution gehofft hat, auf den heute noch die meisten Genossen hereinfallen.“

Graf pflegte Kontakte zu vielen bedeutenden Literaten des 20. Jahrhunderts, darunter Bertolt Brecht, Lion Feuchtwanger, Rainer Maria Rilke, Ernst Toller und Karl Wolfskehl.
Als prägendes Ereignis für seine literarische Laufbahn beschreibt er eine Begegnung mit Thomas Mann in München:

„Die kurze Unterhaltung dort hat mir mehr bedeutet und mich mehr ermutigt als alle spätere Anerkennung, und manchmal kommt es mir fast vor, als sei sie entscheidend für mich geworden.“

## Rezeption
„Seine Welt mag begrenzt sein auf bajuwarisch-österreichische Volkstümlichkeit. Seine Mittel mögen keine anderen sein als die des Volkserzählers, der am Wirtshaustisch berichtet, ›wie es eigentlich gewesen ist‹. Seine literarischen Ambitionen mögen sich in den Grenzen der Wirklichkeits-Abschilderung gehalten haben, von der man heute oft allzu gedankenlos sagt, daß es sie nicht gebe. Am Ende muß sich erweisen, daß all dies, was man ihm als seine ›Mängel‹ vorhielt, seine Vorzüge sind.“

„Er treibt es unmöglich und erregt Lachen und Kopfschütteln; aber er gewinnt dabei unser Herz.“

„Seine intensive, gesteigerte Wirklichkeit gelangt mehr als einmal zu alleräußersten Romanszenen, ich fand mich in der – nicht mehr häufigen – Kunst der Meister.“

„Da ist einer in unserer Zeit, der Manieriertheiten und Dunkelheiten ganz vermeidet und in natürlicher Schlichtheit und Anmut zum Denken anregt.“

## Werke (Auswahl)
- Die Revolutionäre. (1918), [Gedichte], („Das neuste Gedicht“, Band 4), Dresdner Verlag von 1917, Dresden
- Amen und Anfang. (1919), [Gedichte], Heinrich F. S. Bachmair, München
- Ua-Pua! (1921), Indianerdichtungen. Mit 30 Kreidezeichnungen von Georg Schrimpf, Franz Ludwig Habbel Verlag, Regensburg
- Maria Uhden. (1921), (Sammlung „Junge Kunst“), Klinkhardt & Biermann, Leipzig
- Frühzeit. (1922), Jugenderlebnisse, Malik Verlag, Berlin
- Zur freundlichen Erinnerung. (1922), Acht Erzählungen („Unten und oben“, Band 1), Malik Verlag, Berlin, Neuausgabe Allitera Verlag, München 2009, ISBN 978-3-86906-004-0
- Bayrisches Lesebücherl. (1924), Weißblaue Kulturbilder, Verlag Gunther Langes, München, Neuausgabe Allitera Verlag, München 2009, ISBN 978-3-86906-005-7
- Die Traumdeuter. (1924), Aus einer alten bayrischen Familienchronik, („Der Bienenkorb“), Herder Verlagsbuchhandlung, Freiburg im Breisgau
- Die Heimsuchung. (1925), Roman, Verlag der Buchgemeinde, Bonn
- Die Chronik von Flechting. Ein Dorfroman. (1925), Drei-Masken-Verlag, München, Neuausgabe Allitera Verlag, München 2009, ISBN 978-3-86906-006-4
- Finsternis. (1926), Sechs Dorfgeschichten, Drei-Masken-Verlag, München, Neuausgabe Allitera Verlag, München 2010, ISBN 978-3-86906-008-8
- Wunderbare Menschen. (1927), Heitere Chronik einer Arbeiterbühne, J. Engelhorns Nachf., Stuttgart, Neuausgabe Allitera Verlag, München 2010, ISBN 978-3-86906-009-5
- Wir sind Gefangene. (1927), Ein Bekenntnis aus diesem Jahrzehnt, Drei-Masken-Verlag, München, Neuausgabe ISBN 3-423-01612-4
- Im Winkel des Lebens. (1927), Erzählungen. Büchergilde Gutenberg, Berlin, Neuausgabe Allitera Verlag, München 2013, ISBN 978-3-86906-013-2
- Licht und Schatten. (1927), Eine Sammlung zeitgemäßer Märchen („Jugendbücher der Neuen Gesellschaft“, Band 8), Verlag der Neuen Gesellschaft, Berlin
- Das bayrische Dekameron. (1928), Erzählungen, Verlag für Kulturforschung, Wien, Neuausgabe ISBN 3-548-60345-9; 1970 verfilmt als Das Glöcklein unterm Himmelbett von Hans Heinrich
- Kalendergeschichten. (1929), Drei-Masken-Verlag, München, Neuausgabe, ISBN 3-423-11434-7
- Das proletarische Schicksal. (1929)
- Eine Geschichte ohne Ende. [1930] in: Neue deutsche Erzähler, Bd. 1 (Max Brod u. a.), Verlag Paul Franke, Berlin
- Bolwieser. (1931), Roman; Drei-Masken-Verlag, München, Neuausgabe 1964 unter dem Titel Die Ehe des Herrn Bolwieser ISBN 3-442-72253-5
- Notizbuch des Provinzschriftstellers. (1932) Erlebnisse, Intimitäten, Meinungen, Zinnen Verlag, Basel, Neuausgabe Allitera Verlag, München 2011, ISBN 978-3-86906-010-1
- Einer gegen alle. (1932), Roman, Universitas, Berlin, Neuausgabe Allitera Verlag, München 2014, ISBN 978-3-86906-597-7
- Dorfbanditen. Erlebnisse aus meinen Schul- und Lehrlingsjahren. (1932), Drei Masken Verlag, Berlin, Neuausgabe Allitera Verlag, München 2011, ISBN 978-3-86906-011-8
  - Vom Autor redigierte und zusammengestellte zweite Ausgabe. Größtenteils schimpflich. Von Halbstarken und Leuten, welche dieselben nicht leiden können. Feder Verlag, München 1980.
  - Als dtv-Taschenbuch: Größtenteils schimpflich. Erlebnisse aus meinen Schul- und Lehrlingsjahren. München 1985, ISBN 3-423-10435-X.
- 3 Bäckergeschichten von Oskar Maria Graf nebst 150 Rezepten für die Brezelbäckerei. (undatierter Nachdruck aus den Jahrbüchern der Firma Diamalt)
- Der harte Handel. (1935), Roman Querido Verlag, Amsterdam, Neuausgabe Allitera Verlag, München 2012, ISBN 978-3-86906-012-5
- Der Abgrund. (1936) Ein Zeitroman, Malik Verlag, London, (überarbeitete Fassung „Die gezählten Jahre“ 1976)
- Anton Sittinger. (1937), Roman. Malik Verlag, London (Neuausgabe im Eigenverlag, New York 1941)
- Der Quasterl. (1945), Erzählungen, Aurora Verlag, New York
- Das Leben meiner Mutter. 1940 engl., 1946 deutsch ISBN 3-423-10044-3, eingeschränkte Vorschau in der Google-Buchsuche.
- Unruhe um einen Friedfertigen. (1947), Roman, Aurora-Verlag, New York, Neuausgabe ISBN 3-471-77264-2
- Mitmenschen. (1948) Erzählungen
- Die Eroberung der Welt. (1949), Roman; Neuausgabe 1959 unter dem Titel Die Erben des Untergangs, ISBN 3-423-11880-6
- Menschen aus meiner Jugend auf dem Dorfe. (1953), Erzählungen
- Der ewige Kalender. (1954), Gedichte
- Die Flucht ins Mittelmäßige. (1959), Roman
- An manchen Tagen. Reden, Gedanken und Zeitbetrachtungen. (1961), ISBN 3-7632-3566-3
- Der große Bauernspiegel. (1962), Erzählungen
- Größtenteils schimpflich. (1962), Jugenderinnerungen, ISBN 3-423-10435-X
- Altmodische Gedichte eines Dutzendmenschen. (1962)
- Jäher Schrecken. (1962 erschienen)
- Er nannte sich Banscho. (1964), Roman
- Gelächter von außen. Aus meinem Leben 1918–1933. (1966), Neuausgabe Allitera Verlag, München 2009, ISBN 978-3-86906-007-1
- Reise nach Sowjetrußland 1934. (1974, aus dem Nachlass veröffentlicht; bekannt auch unter dem Titel Reise in die Sowjetunion 1934)
- Manchmal kommt es, dass wir Mörder sein müssen … Gesammelte Gedichte. Berlin, Matthes & Seitz, 2007, ISBN 978-3-88221-893-0.[18]
- Waldemar Fromm, Wolfgang Görl (Hrsg.): Rausch und Völlerei : Geschichten rund ums Essen und Trinken von Oskar Maria Graf. Volk Verlag, München 2017, ISBN 978-3-86222-259-9.

## Filmografie

### Verfilmungen
- Bolwieser. Spielfilm, BR Deutschland, 1976, Buch und Regie: Rainer Werner Fassbinder, Produktion: ZDF. Zuerst als Zweiteiler gedreht und 1983 zu einer Kinoversion geschnitten, mit Elisabeth Trissenaar als Hanni und Kurt Raab als Xaver Bolwieser.
- Anton Sittinger. Fernseh-Spielfilm, BR Deutschland, 1978, Buch: Helmut Pigge, Regie: Rainer Wolffhardt, Produktion: Bayerischer Rundfunk, Erstausstrahlung: 25. April 1979,[19] Inhaltsangabe von BR Fernsehen. Mit Walter Sedlmayr als Anton Sittinger und Veronika Fitz als Malwine Sittinger.
- Hölleisengretl. Spielfilm, Deutschland, 1995, 105 Min., Buch und Regie: Jo Baier, Produktion: ZDF, Erstsendung: 16. April 1995, in den Hauptrollen Martina Gedeck, Hubert von Goisern.
- Sturm kommt auf. Fernseh-Zweiteiler, Deutschland/Österreich 2025, Regie: Matti Geschonneck, Buch: Hannah Hollinger basierend auf dem Roman Unruhe um einen Friedfertigen mit  Josef Hader als Schuster Julius Kraus[20][21]

### Dokumentarfilme
- Kindheit in Berg. Die Tochter von Oskar Maria Graf erzählt. Dokumentarfilm, Deutschland, 2004, 30 Min., Buch und Regie: Sybille Krafft, Produktion: Bayerischer Rundfunk, Inhaltsangabe von Literaturhaus München.
- Oskar Maria Graf – Dahoam in Amerika. Dokumentarfilm, Deutschland, 2009, 44:05 Min., Buch und Regie: Klaus Ickert, Produktion: vision&emotion, Bayerischer Rundfunk, Reihe: Lido, Erstsendung: 27. Februar 2011 beim Bayerischen Fernsehen, Inhaltsangabe von ARD, online-Video aufrufbar bis zum 27. Januar 2021.
- Ein Oskar für Bayern – Die Rebellion des Oskar Maria Graf. Dokumentarfilm, Deutschland, 2017, 43:43 Min., Buch und Regie: Andreas Ammer, Produktion: Bayerischer Rundfunk, Erstsendung: 28. Juni 2017 beim Bayerischen Fernsehen, Inhaltsangabe von ARD, online-Video aufrufbar bis zum 28. Juni 2022. U. a. mit Sepp Bierbichler, Konstantin Wecker, Gerhard Polt, Michael Krüger, Peter Gauweiler, Katerina Jacob, Luise Kinseher, Thomas Hitzlsperger, Jürgen Tonkel, Stofferl und Michael Well.

## Hörspielbearbeitungen
- Der Fall Bolwieser. Hörspiel mit Theo Fischer (Erzähler), Fritz Straßner (Xaver Bolwieser), Elfie Pertramer (Hanni, seine Frau), Karl Tischlinger, Max Griesser, Hellmuth Kirchammer, Hans Stadtmüller und andere. Bearbeitung und Regie: Edmund Steinberger, Produktion: Bayerischer Rundfunk 1969.
- Der harte Handel. Hörspiel mit Marianne Brandt, Max Griesser, Elfie Pertramer, Maxl Graf u. v. a. Bearbeitung und Regie: Edmund Steinberger, Produktion: Bayerischer Rundfunk 1970.
- Unruhe um einen Friedfertigen. Zweiteiliges Hörspiel mit Hans Baur, Christa Berndl, Michael Habeck, Günther Maria Halmer, Irm Hermann, Karl Obermayr, Walter Schmidinger, Fritz Straßner u. a. Bearbeitung: Sebastian Goy, Komposition: Biermösl Blosn, Regie: Ulrich Heising, Produktion: Bayerischer Rundfunk, Südwestfunk 1984.
- Einer gegen alle. Hörspiel mit Jörg Hube, Christoph Zrenner, Burchard Dabinnus, Brigitte Hobmeier, Joram Voelklein. Bearbeitung: Mira Alexandra Schnoor, Komposition: Martina Eisenreich, Regie: Bernadette Sonnenbichler, Produktion: Bayerischer Rundfunk 2005.